# Conservapedia
Ne doit pas être confondu avec Metapedia.
Conservapedia est un projet d'encyclopédie en ligne basé sur la technique wiki et ayant une politique éditoriale pro-américaine, socialement conservatrice et soutenant une vision chrétienne fondamentaliste du monde. Conservapedia n'existe qu'en langue anglaise.

## Historique
Le projet a été créé par Andrew Schlafly (en), fils de l'activiste conservatrice et antiféministe Phyllis Schlafly en réponse à, selon lui, la « vision antiaméricaine et antichrétienne de Wikipédia ». En plus de son rôle « encyclopédique », Conservapedia est utilisée par l'Eagle Forum University, dépendante de l'organisation Eagle Forum (en), en particulier pour le stockage de nombreux cours en ligne comme sur l'histoire américaine,,.

## Conservapedia et Wikipédia
Le projet Conservapedia a été créé par opposition à Wikipédia, perçue comme politiquement trop à gauche. Les détracteurs y voient plutôt la preuve de l'incapacité des conservateurs à écrire suivant la « neutralité de point de vue » de Wikipédia, c'est-à-dire son ambition de traiter de tous les sujets avec une objectivité scientifique,.
Andrew Schlafly affirme que ce projet doit devenir « une source éducative » aux enseignants qui souhaitent proposer des « vérités » du point de vue « conservateur ». Conservapedia s'engage résolument contre ce qu'elle qualifie d'aversion institutionnelle sur Wikipédia à utiliser les textes et doctrines chrétiennes comme sources objectives et vérifiables pour les sujets scientifiques, sans distinction d'avec les textes des autres religions, les intuitions et superstitions. Les sujets traitant des phénomènes naturels, de la moralité, de la religion, de la politique ou de l'histoire américaine sont ainsi particulièrement fustigés pour leur aspect critique particulier. Conservapedia donne ainsi des exemples « imparables » de « biais anti-chrétiens », comme l'utilisation des notations CE et BCE à la place de AD et BC (Anno Domini et Before Christ - avant Jésus-Christ), et le fait d'indiquer que l'évolution est basée sur des preuves scientifiques, contredisant ainsi le créationnisme promu par certains chrétiens fondamentalistes qui rejettent tout fait établi en contradiction avec leur propre croyance religieuse. Les allégations de biais anti-américain sont essentiellement motivées par l'acceptation d'orthographe non-anglo-américaine de mots anglais, comme labour (labor en américain) ou theatre (theater en américain), en raison de l'organisation de Wikipédia en éditions linguistiques, et non régionales,.
En mars 2007, dans une interview au journal The Guardian, Schlafly a indiqué : « J'ai essayé d'éditer Wikipédia, et découvert que les éditeurs biaisés qui la dominent censurent ou modifient les faits selon leurs vues propres. Dans un cas, mes éditions factuelles ont été révoquées dans les 60 secondes – et donc l'édition de Wikipédia n'est pas une approche viable ». Une semaine plus tard, Andy Schlafly était interrogé sur la radio BBC face à l'administrateur de Wikipédia Jim Redmond auquel il se plaignit que l'article de Wikipédia en anglais sur la Renaissance ne crédite pas la chrétienté, que de nombreux articles de Wikipédia utilisent des orthographes non-américaines bien que la plupart des utilisateurs soient américains, que l'article Philippine-American War (en) a clairement un biais anti-américain, que les tentatives d'inclusions de vues pro-américaines et pro-chrétiennes sont révoquées très rapidement.
Le fondateur de Wikipédia Jimmy Wales a indiqué quant à lui qu'il n'avait aucune objection au projet : « La culture libre ne connaît aucune entrave. Nous sommes favorables à la réutilisation de notre travail afin d'en créer des variantes ».

## Biais

### Attitude face à la science
Dans son opposition à la théorie de l'évolution, Andrew Schlafly a utilisé Conservapedia pour publier ses lettres ouvertes accusant d'erreurs méthodologiques le biologiste Richard Lenski. Lenski suggéra aux participants de Conservapedia de vérifier eux-mêmes le raisonnement de son article. Schlafly réclama que Lenski publie les données brutes sur internet ; Lenski répondit que son article donne le nombre de bactéries présentant telle ou telle caractéristiques sous forme de tableaux ou de graphiques ; les seules données plus brutes sont les bactéries elles-mêmes. Toute la correspondance est accessible sur Conservapedia. Les observateurs conclurent que Schlafly est de mauvaise foi et n'a pas les compétences scientifiques nécessaires pour comprendre le travail de Lenski.
Début 2013, parmi les 48 réfutations de la théorie de la relativité figurent la référence à une expérience supraluminique (OPERA) qui s'est révélée être fausse en raison d'un problème de branchement informatique, ainsi qu'à l'anomalie Pioneer, dont l'origine a été explicitée en 2012 comme une émission de photons qui ralentissait la sonde ; une autre réfutation serait que lorsque Jésus guérit le fils d'un fonctionnaire du roi dans les Évangiles selon Jean et Matthieu, ces faits se produisent instantanément et à distance, donc plus vite que la lumière.

## Critiques et vandalismes
Le projet Conservapedia est sous le feu de critiques significatives pour des inexactitudes factuelles et des allégations de partialité de sa propre part (voir relativisme factuel). Les critiques, qui incluent l'écrivain conservateur libertarien Andrew Sullivan, le blogueur satirique Jon Swift, l'écrivain scientifique Carl Zimmer et bien d'autres, se moquent du site Conservapedia pour son inexactitude factuelle, son extrémisme, son hypocrisie, son parti-pris, et sa volonté d'ignorer des consensus scientifiques comme le Big Bang et l'évolution en faveur de l'exégèse biblique,,.
De nombreux exemples d'articles de Conservapedia contredisent les consensus scientifiques, comme que tous les kangourous descendent d'un seul couple abrité dans l'arche de Noé, que le travail d'Albert Einstein n'a rien à voir avec le développement de la bombe atomique, ou encore que la gravitation et l'évolution sont des théories non encore prouvées,,,,,,. Une des entrées sur « Pacific Northwest Arboreal Octopus » a « bénéficié » d'une attention particulière, puisque désignée comme une occurrence insensée qui avait été capable de tromper la vigilance. Andrew Schlafly a affirmé que la page avait été prise comme une parodie de l'environnementalisme et qu'il avait l'intention de la conserver,.
Le projet a été aussi critiqué pour promouvoir une dichotomie entre conservatisme et libéralisme et pour promouvoir la notion d'« existence de deux interprétations possibles des faits ». Conservapedia a été aussi comparée à CreationWiki, un wiki écrit pour la promotion du créationnisme.
Conservapedia possède de nombreux articles consacrés à dénoncer l'homosexualité. Les critiques s'amusent beaucoup de cette « obsession pour l'homosexualité ».